# Fond-du-Lac
Fond-du-Lac är ett samhälle i Kanada.   Det ligger i provinsen Saskatchewan, i den centrala delen av landet, 2 600 km nordväst om huvudstaden Ottawa. Fond-du-Lac ligger 219 meter över havet och antalet invånare är 874.
Terrängen runt Fond-du-Lac är platt. Trakten runt Fond-du-Lac är nära nog obefolkad, med mindre än två invånare per kvadratkilometer.. 